# Plan Visual de Buenos Aires
El Plan Visual de Buenos Aires fue el primer diseño integral de la señalética urbana de la Ciudad de Buenos Aires, creado entre 1971 y 1972 por decisión del entonces intendente porteño Saturnino Montero Ruiz. El diseño corrió por cuenta del estudio de Guillermo González Ruiz y Ronald Shakespear, tratándose de un trabajo destacado en la carrera de ambos. Se procuró establecer un sistema coherente de información e identificación visual capaz de "guiar al habitante hasta su destino sin preguntar nada a nadie". Es considerado un hito vanguardista del diseño urbano, imitado en otras ciudades de América Latina, cuya influencia perdura al día de hoy en la identidad visual de Buenos Aires. Con los años, sin embargo, su aplicación se tornó inconsistente y aunque no existió ningún plan similar que lo reemplazara distintas disposiciones fueron alterando los criterios previstos.

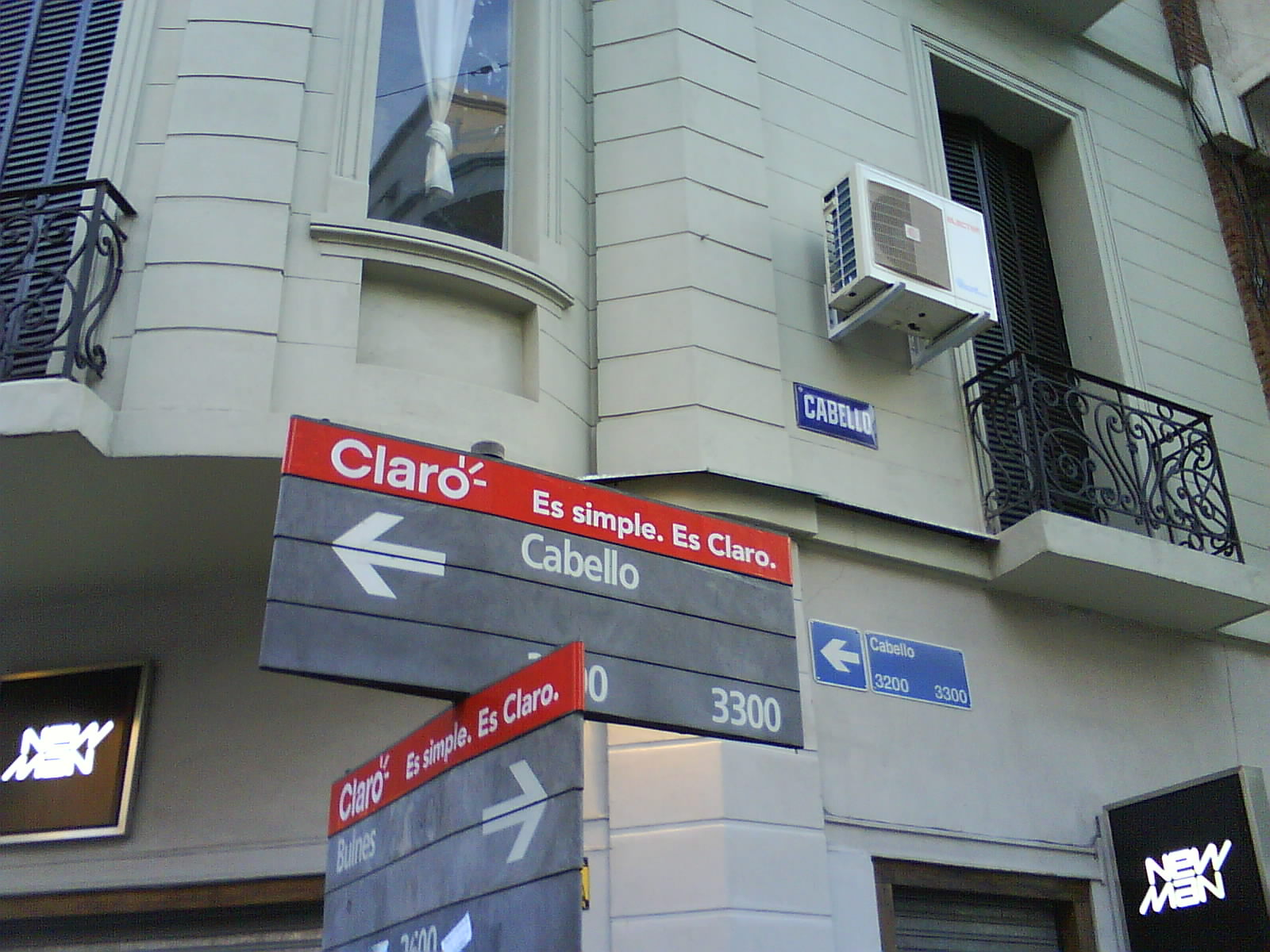
Señales anteriores y posteriores al Plan Visual de Buenos Aires. En primer plano, nomencladores de 1993 con publicidad en la parte superior.

Como parte del Plan Visual se rediseñaron los carteles nomencladores de calles y avenidas, función que hasta entonces cumplían placas esmaltadas en azul fijadas a las paredes de los edificios. Estas últimas, cuya confección estaba a cargo de la Dirección General de Tránsito de la Municipalidad, presentaban importantes divergencias en su ubicación, diseño y tipografía. González Ruiz y Shakespear decidieron reemplazarlas por señales ubicadas en las ochavas, separadas de la línea de edificación y sostenidas por postes cebrados a una altura establecida, hecho que constituyó en su momento una innovación rupturista. Originalmente las señales serían azules, como indicaba la normativa, pero técnicos de la Municipalidad ordenaron realizarlas en negro para poder adosarlas en los semáforos. La idea fue abandonada por el municipio, indica Shakespear, "al comprobar que la aglutinación de estímulos en la misma columna hace que se ataquen unos a otros y debiliten su percepción". Un vector blanco indicaría el sentido de circulación, mientras que se incorporaba también información sobre la altura de la cuadra correspondiente a cada señal. Con los nomencladores se introdujo además el uso masivo de la tipografía Helvética en la señalización urbana e identidad institucional de la Municipalidad de la Ciudad de Buenos Aires.

La icónica señal de las paradas de taxi.

Otros elementos de información contemplados por el plan fueron los indicadores de paradas de colectivos, la característica manito de las paradas de taxi, nomencladores para espacios verdes y una versión simplificada del escudo de la Ciudad de Buenos Aires pensada para su uso extensivo en carteles y otros elementos del espacio público. Esta última, con interrupciones, fue utilizada hasta fines de los años 80. El Plan Visual fue complementado por un manual de aplicación de la normativa que estableció programas de vínculos tipológicos y de emplazamiento secuencial, y códigos pictogramático, crómatico y tipográfico.
La señal de las paradas de taxi, una representación estilizada de una mano que con los años fue premiada, se volvió icónica y fue reproducida en la señalética de otras ciudades, fue reemplazada a partir de 2012 por otra sin contenido semántico. Del mismo modo, la renovación del mobiliario urbano emprendida por el Gobierno de la Ciudad de Buenos Aires supone el reemplazo de señales de paradas de colectivos y nomencladores de calles, si bien ya en 1993 se había introducido una variante de estos últimos no prevista en el Plan Visual.